# Trgovište (Kraljevo)
Trgovište (cirill betűkkel Трговиште), település Szerbiában, a Raškai körzet Kraljevoi községében.

## Népesség
1948-ban 402, 1953-ban 359, 1961-ben 305, 1971-ben 208, 1981-ben 97, 
1991-ben 78, 2002-ben pedig 39 lakosa volt, akik közül 33 szerb (94,61%) és 6 ismeretlen.